# Bairro Muçulmano

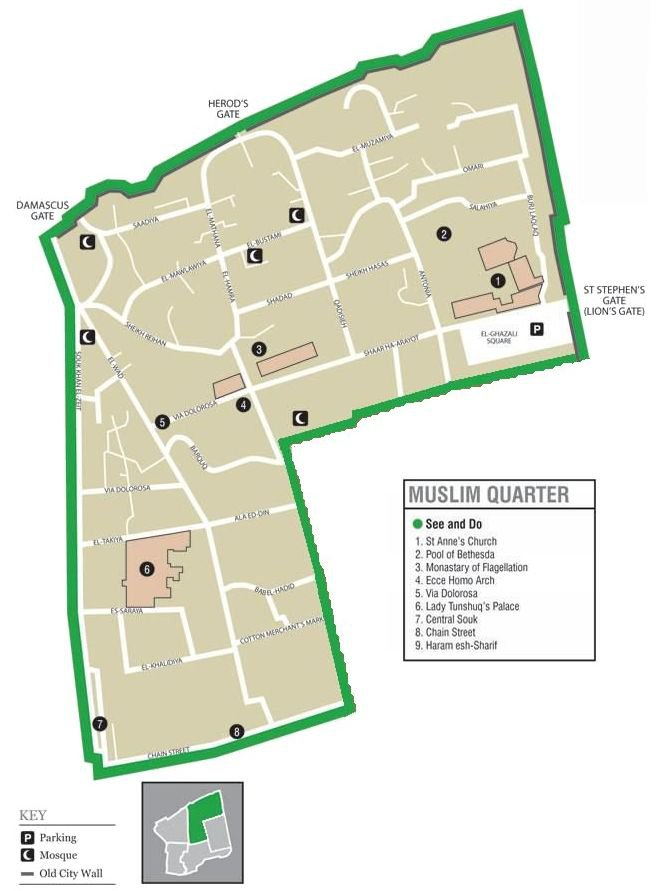
Mapa Quarteirão Muçulmano

O Bairro Muçulmano é um dos quatro bairros da Cidade Antiga de Jerusalém, Ele é o maior em extensão e mais populoso dentre os quatro bairros e é situado no canto nordeste da Cidade Antiga, se estendendo do Portão do Leão no leste, ao longo do muro ao norte do Templo do Monte ao sul, até a rota do Muro das Lamentações do Portão de Damasco no oeste. O caminho da Via Dolorosa começa neste bairro.

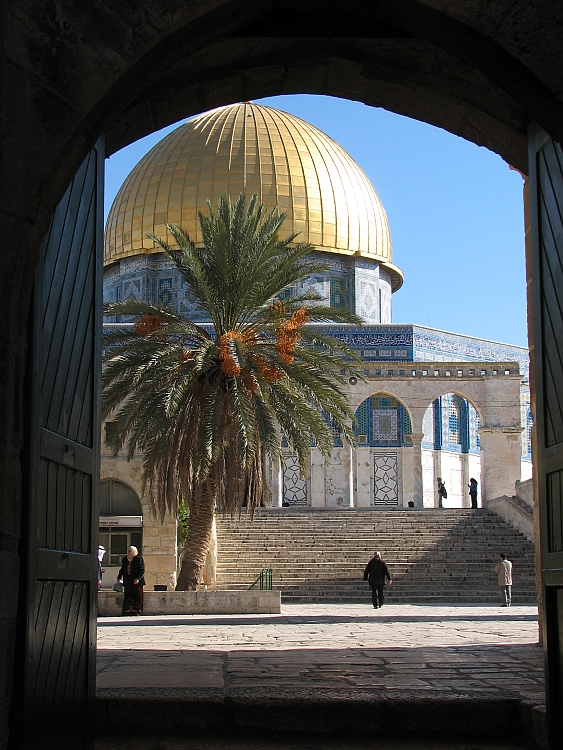
A Cúpula da Rocha no Portão do Algodão